# 戸張智雄
戸張 智雄（とばり ともお、1928年10月19日 - 1994年3月14日）は、フランス文学者、中央大学名誉教授。

## 経歴
1928年、東京生まれ。1953年に東京大学仏文科を卒業し、同大学院に進んだ。1956年から1958年までフランス政府招聘留学生としてパリ大学に学ぶ。1960年、博士課程を中退した。
1961年に中央大学文学部専任講師に着任し、1962年助教授昇進。1965年、東京大学に学位論文を提出して文学博士を取得。1969年に教授昇進。1978年から1980年まで国際大学都市日本館館長をつとめた。1994年に中央大学を退任して名誉教授となった。

## 受賞・栄典
- 1968年：辰野賞を受賞。
- 1981年：フランス政府より教育功労章オフィシエ受章。

## 研究内容・業績
フランス古典演劇、特にジャン・ラシーヌを専門とし、ギリシア演劇との比較を行った。

## 著書
- 『ラシーヌとギリシャ悲劇』 東京大学出版会、1967

## 翻訳
- 『詩学』 アリストテレス 世界大思想全集 河出書房、1960
- 『ギリシャの神託』 フラスリエール 白水社、1964
- 『エステル』 ラシーヌ戯曲全集 人文書院、1965
- 『ベレニス・イフィジェニー』 ラシーヌ 世界古典文学全集 筑摩書房、1965
- 『イタリア演劇史』 ヴァン＝ティーゲム 戸口幸策・戸口智子共訳 白水社文庫クセジュ、1966
- 『スペイン演劇史』 オーブラン 会田由・戸張規子共訳 白水社文庫クセジュ、1969
- 『フェードル ラシーヌ 西欧文化への招待』 グロリアインターナショナル、1971
- 『ギリシャの神々』 ボナール 戸張規子共訳、人文書院、1984
- 『愛の諸相-古代ギリシャの愛』 フラスリエール 岩波書店、1984